# Elle Festin
Elle Festin est un tatoueur américain d'origine philippine. En 1997 il a créé la tribu Tatak ng Apat na Alon (tribu des quatre vagues), un collectif transnational qui popularise le tatouage traditionnel philippin de par le monde.

## Biographie
Elle Festin nait et grandit aux Philippines. Sa famille émigre aux Etats-Unis alors qu'il est adolescent.
En 1997 Elle Festin et des amis philippins partent en voyage à Hawaï où ils rencontrent des indigènes hawaïens fiers de leur culture qui arborent fièrement des tatouages traditionnels. Elle décide alors de se faire tatouer et se retrouve dans le studio du célèbre tatoueur tahitien Po'oino, le tatoueur de Dwayne Johnson. À la suite de cette rencontre, Elle Festin se met en quête des traditions de tatouages philippines, qui sont alors en voie d'extinction.
Elle fonde alors la tribu des quatre vagues (en référence aux quatre vagues d'immigration qui ont peuplé les Philippines). Le collectif réuni bientôt plusieurs centaines de personnes issues de la diaspora philippine, qui ont tous en commun une soif d'en savoir plus sur leurs origines philippines.
Elle Festin  fait son apprentissage des machines à tatouer électriques auprès de Big Rock, ancien propriétaire du Speezy Tattoo à Los Angeles. Il commence à tatouer les membres du collectif à la machine. En 2003 il passe aux instruments traditionnels, puis se met à concevoir lui-même ses outils.
En 2008, dans le cadre du tournage de l'épisode de la série de Lars Krutak Tatoo Hunter dédié aux Philippines, Elle Festin et sa femme Zel voyagent dans la province du Kalinga pour rencontrer  Whang-Od la dernière tatoueuse traditionnelle. Alors que Elle avait des appréhensions, la vieille femme a organisé une grande cérémonie et lui a demandé de la tatouer. Elle Festin déclare dans le film : "Ce fut une expérience incroyablement inspirante et maintenant, plus que jamais, je sens au plus profond de mon cœur que je devrais continuer ce renouveau pour elle et pour les nombreux autres qui recherchent leur culture et leurs racines. Je veux exposer la grande profondeur et la beauté du tatouage tribal, car les pièces tribales que nous fabriquons ici chez Spiritual Journey ne sont pas des œuvres d'art flash que vous voyez sur les murs d'autres magasins. Au contraire, nous créons un art qui a une énergie et une vie qui lui sont propres et nos clients sont attirés par lui car il contient de nombreux niveaux de sens."
En 2018 une délégation d'une trentaine de membres de la tribu retrouve l'ensemble des maîtres du tatouage traditionnel indigène sur l'île de Moorea en Polynésie française. Durant toute une semaine ils échangent, dansent et se tatouent mutuellement.
En 2021 Elle Festin est le sujet du troisième épisode de la série documentaire Skinindignous.

## Filmographie
- Tatoo Hunter : Philippines. De Kim MacKarrie et Ciara Byrne. 44 min. Half Yard Productions 2009[8].
- Mark of the four waves tribe. De Jonathan Bougard. 26 min. In Vivo Prod 2019[9].
- Skinindigenous. Episode 3. Écrit et réalisé par Sara Ben-Saud. 2021